# Katechizm Wanradta-Koella
Katechizm Wanradta-Koella – najstarszy zachowany druk w języku estońskim, wydany w 1535 roku. Fragmenty 11 stron książki zostały odkryte w 1929 roku w oprawie introligatorskiej z 1541 roku. Książka ta znajdowała się w zbiorach bibliotecznych Eestimaa Kirjanduse Ühing (tłum. „Estońskiego Towarzystwa Literackiego”). Nazwa katechizmu pochodzi od nazwisk jego autorów Simona Wanradta i Johanna Koella.

## Historia
W 1927 roku estoński historyk i asystent archiwisty miejskiego w Tallinnie Paul Johansen odnalazł w Sądzie Miejskim w Tallinnie akt sądowy z 1537 roku, który zakazywał sprzedaży katechizmu. Z tekstu wynikało, że autorem i inicjatorem powstania tekstu katechizmu w języku dolnoniemieckim był nauczyciel kościoła św. Mikołaja w Tallinnie Simon Wanradt, a na estoński przetłumaczył go nauczyciel kościoła św. Ducha w Tallinnie Johann Koell. Johansen w tym samym roku opisał swoje odkrycie w estońskim czasopiśmie „Eesti Keel”.
W listopadzie 1929 roku bibliotekarz Eestimaa Kirjanduse Ühing (tłum. „Estońskiego Towarzystwa Literackiego”) Helmuth Weiss zauważył w zbiorach książkę zniszczoną przez wilgoć i pleśń. Podczas przeprowadzonego badania tomu odkrył w okładce fragmenty z książki w języku dolnoniemieckim i estońskim. Znalazł fragmenty 11 stron książki, w której tekst dolnoniemiecki był po lewej stronie, a jego tłumaczenie na estoński po prawej. Odnalezione fragmenty musiano starannie dopasować, ponieważ niektóre strony były nawet w 12 kawałkach. Najcenniejszym znaleziskiem była ostatnia strona książki w języku dolnoniemieckim, na której znalazła się informacja, że książka została wydrukowana w Wittenberdze przez Hansa Luffta 25 sierpnia 1535 roku. Próbowano odszukać brakujące strony, sprawdzając okładki innych książek oprawionych przez Gerta Kulemanna, bo to jego firma wykorzystała w 1541 roku strony katechizmu do wzmocnienia oprawy, jednak nic nie znaleziono.
Helmut Weiss i Paul Johansen zaraz po odkryciu opublikowali fragmenty znalezionego katechizmu z niemiecką przedmową i komentarzami. W 1935 roku obchodzono 400. rocznicę wydania katechizmu Wanrada-Koella. Paul Johansen i Helmuth Weiss opublikowali 11 zrekonstruowanych stron katechizmu z przedmową w języku estońskim. Katechizm jest przechowywany w Archiwum Miejskim w Tallinnie.

## Upamiętnienie
- W 2012 roku Peeter Sauter wydał książkę dla dzieci Wanradt-Koelli katekismus ehk targa lapse Rumal raamat z ilustracjami Mihkela Kleisa[4][5].
- W 2000 roku z okazji 475. rocznicy powstania katechizmu obchodzono Eesti Raamatu Aasta (tłum. „Rok Książki”), który rozpoczął się 23 kwietnia 2000 roku, a zakończył rok później[6]. Z tej okazji zorganizowano wiele imprez. Na wystawie Eesti vanimad raamatud Tallinnas (tłum. „Najstarsze książki Tallinna”) w tallińskim ratuszu po raz trzeci od momentu odnalezienia pokazano publiczności zachowane strony katechizmu[7].
- W 1975 roku z okazji 440. rocznicy wydania katechizmu obchodzono Eesti Raamatu Aasta (tłum. „Rok Książki”)[8].
- W 1935 roku obchodzono w Estonii Eesti Raamatu Aasta (tłum. „Rok Książki”) z okazji 400–lecia powstania katechizmu[9][10]. Z tej okazji po raz pierwszy pokazano katechizm publiczności[7].